# Mutsu (provincie)
Mutsu (陸奥国, Mutsu no kuni) is een voormalige provincie van Japan, opgesplitst in de huidige prefectuur Fukushima, prefectuur Miyagi, prefectuur Iwate en prefectuur Aomori. Mutsu lag naast de provincies Kozuke, Shimotsuke, Dewa en Echigo.

Kaart met de voormalige Japanse provincies (1868) met Mutsu in het rood

Tijdens de Meijiperiode werden er vier andere provincies uit Mutsu gevormd: Rikuchu, Rikuzen, Iwaki en Iwashiro.
Aki · Awa (Kanto) · Awa (Shikoku) · Awaji · Bingo · Bitchu · Bizen · Bungo · Buzen · Chikugo · Chikuzen · Chishima · Dewa · Echigo · Echizen · Etchu · Fusa · Harima · Hi · Hida · Hidaka · Higo · Hitachi · Hizen · Hoki · Hyuga · Iburi · Iga · Iki · Inaba · Ise · Ishikari · Iwaki (718) · Iwaki (1868) · Iwami · Iwase · Iwashiro · Iyo · Izu · Izumi · Izumo · Kaga · Kai · Kawachi · Kazusa · Keno · Kibi · Kii · Kitami · Koshi · Kozuke · Kushiro · Mikawa · Mimasaka · Mino · Musashi · Mutsu · Nagato · Nemuro · Noto · Oki · Omi · Oshima · Osumi · Owari · Rikuchu · Rikuzen · Riukiu · Sado · Sagami · Sanuki · Satsuma · Settsu · Shima · Shimōsa · Shimotsuke · Shinano · Shiribeshi · Suo · Suruga · Suwa · Tajima · Tamba · Tane · Tango · Teshio · Tokachi · Tosa · Totomi · Toyo · Tsukushi · Tsushima · Ugo · Uzen · Wakasa · Yamashiro · Yamato · Yoshino